# 奧夫利加多
奧夫利加多（西班牙語：Obligado），是巴拉圭的城鎮，位於該國東南部，由伊塔普阿省負責管轄，距離恩卡納西翁50公里，始建於1912年5月25日，海拔高度127米，2002年人口11,441。
27°3′36″S 55°37′48″W / 27.06000°S 55.63000°W